# Kopfhornschröter

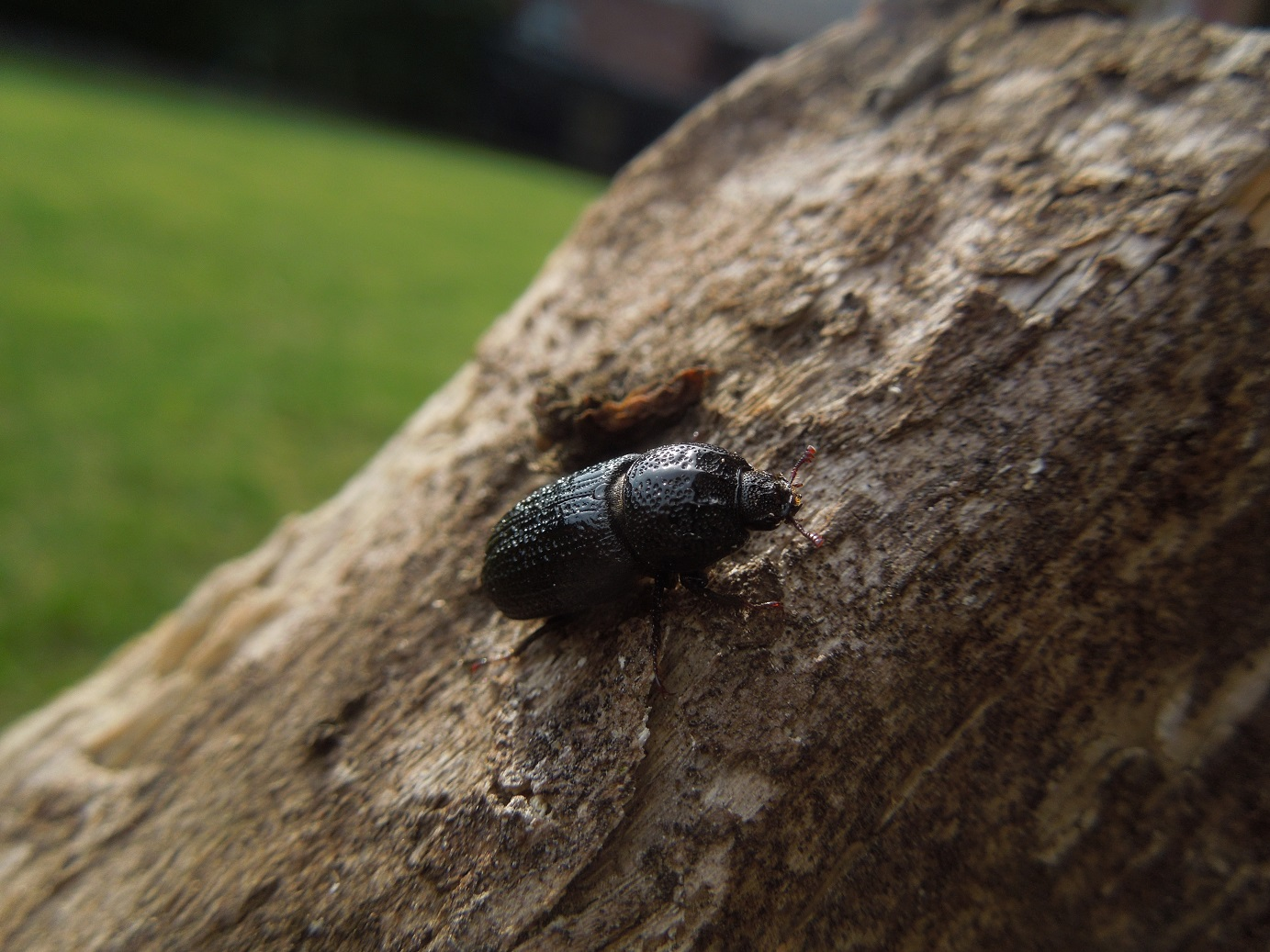
Weibchen

Der Kopfhornschröter (Sinodendron cylindricum) ist ein Käfer aus der Familie der Schröter. Die Art ist der einzige Vertreter ihrer Gattung in Mitteleuropa, sie zeichnet sich durch einen deutlichen Sexualdimorphismus aus. 

## Merkmale
Die Käfer erreichen eine Körperlänge von 12 bis 16 Millimetern und haben einen stark glänzenden, schwarz gefärbten Körper. Der Körper ist walzenförmig und die Elytren besitzen deutliche Kettenreihen. Die Männchen tragen auf dem Kopf ein deutlich ausgebildetes Horn, das bei den Weibchen deutlich kleiner ist. Außerdem sind die Aushöhlungen am Halsschild beim Weibchen sehr viel seichter als die deutlichen Höhlungen beim Männchen.

## Vorkommen
Die Art kommt mit Ausnahme des südwestlichen Spaniens und Portugals und dem nördlichen Skandinavien auf dem gesamten europäischen Kontinent sowie den Britischen Inseln bis nach Westsibirien vor. Der Käfer bevorzugt urständige Laubwälder in kühleren und höheren Lagen, er kann jedoch auch in alten Weidenbeständen, Allee- und Straßenbäumen sowie Obstbaumbeständen anzutreffen sein.

## Lebensweise
Die Larven entwickeln sich hauptsächlich in weißfaulem Holz von verschiedenen Laubbäumen. Zum Spektrum der nachgewiesenen Nahrungspflanzen gehören Eichen, Buchen, Birken, Erlen, Hainbuchen, Espen, Weiden, Linden, Ahorne, Rosskastanien, Eschen, Ebereschen, Äpfel, Kirschen, Birnen, Pflaumen und Tannen. Zudem ist die Art häufig mit dem Flachen Lackporling (Ganoderma applanatum), dem Zunderschwamm (Fomes fomentarius) und dem Eichen-Feuerschwamm (Fomitiporia robusta) assoziiert. Ihre Entwicklung dauert drei bis vier Jahre, die Verpuppung erfolgt im Holz. 
Die Art ist in Mitteleuropa selten, sie war in der Roten Liste gefährdeter Arten in Deutschland als „gefährdet“ (Kategorie 3) ausgewiesen, gilt in der aktuellen Version jedoch als ungefährdet. In Nordrhein-Westfalen gilt die Art als „stark gefährdet“ (Kategorie 2) und in anderen Bundesländern als „potenziell gefährdet“. In Baden-Württemberg ist diese Art als nicht gefährdet eingestuft.

### Belege
1. ↑  Sinodendron cylindricum in der Roten Liste gefährdeter Arten (Memento des Originals vom 7. Januar 2015 im Internet Archive)  Info: Der Archivlink wurde automatisch eingesetzt und noch nicht geprüft. Bitte prüfe Original- und Archivlink gemäß Anleitung und entferne dann diesen Hinweis..
2. ↑  Verzeichnis und Rote Liste der Totholzkäfer Baden-Württembergs (Memento des Originals vom 19. Juni 2012 im Internet Archive)  Info: Der Archivlink wurde automatisch eingesetzt und noch nicht geprüft. Bitte prüfe Original- und Archivlink gemäß Anleitung und entferne dann diesen Hinweis.